# Frank Bankowsky
Frank „Banx“ Bankowsky (geb. 16. Januar 1966; gest. 4. April 2022), teilweise auch Frank Bankowski, war ein deutscher Musiker.

## Leben
Bankowsky gehörte von 1981 bis 1986 und im Jahr 1991 der Dortmunder Power-Metal-Band Crows an, mit der er 1991 deren einziges Studioalbum The Dying Race einspielte und veröffentlichte. Im Zeitraum von 1985 bis 2019 war er als Gründungsmitglied Teil der zwischenzeitlich zweimal aufgelösten, ebenfalls aus Dortmund stammenden Heavy-Metal-Band Angel Dust. Mit dieser veröffentlichte er insgesamt 5 Studioalben.
Anfang April 2022 teilte sein ehemaliger Angel-Dust-Bandkollege Bernd Aufermann auf Facebook mit, dass Bankowsky am 4. April 2022 gestorben sei.
Sein jüngerer Bruder Steven (* 1977) spielte ebenfalls bei Angel Dust.